# Stenbittjärnarna (Alanäs socken, Jämtland, 713217-148424)
Stenbittjärnarna är en sjö i Strömsunds kommun i Jämtland och ingår i Ångermanälvens huvudavrinningsområde.